# Флаги Китая
В этот список входят действующие и исторические китайские флаги, используемые в двух государствах:
- Китайская Народная Республика (условно используется название «Китай») — контролирует континентальный Китай, Макао и Гонконг.
- Китайская Республика (условно используется название «Тайвань») — контролирует острова Тайвань, Пэнху, Цзиньмэнь и Мацзу.

Государства претендуют на территорию друг друга.

## Национальные флаги
| Флаг | Продолжительность  | Использование                                                               | Описание |
| ---- | ------------------ | --------------------------------------------------------------------------- | --- |
|      | 1928 - наст. время | Флаг Китайской Республики, кормовой флаг ВМФ с 1912 г.                      | Красное поле с синей левой верхней четвертью, на которой изображено 12-лучевое белое солнце.                        |
|      | 1929 — 1966        | Флаг торгового флота Китайской республики                                   | Флаг Китайской республики, по красному полю которого горизонтально проходят 4 зубчатые линии.                       |
|      | 1932 — 1945        | Флаг Маньчжоу-го                                                            | Флаг Маньчжоу-го, изображение четырёх горизонтальных полос красного, синего, белого и черного цвета на желтом фоне. |
|      | 1939 — 1945        | Флаг Мэнцзяна                                                               | Флаг Мэнцзяна, изображение семи горизонтальных разновеликих полос красного, белого, синего и жёлтого цвета.         |
|      | 1949 — наст. время | Флаг Китайской Народной Республики, кормовой флаг ВМФ и флаг торговых судов | Красное поле с большой жёлтой звездой в левом верхнем углу, которую справа по дуге окружают четыре малые звезды.    |

## Специальные административные районы КНР
| Флаг | Продолжительность | Использование | Описание |
| ---- | ----------------- | ------------- | --- |
|      | 1997 —            | Флаг Гонконга | 5 белых лепестков Bauhinia blakeana в центре красного поля. |
|      | 1999 —            | Флаг Макао    | Зелёное поле с белым цветком лотоса над стилизованными мостом и водной гладью. Над центральным лепестком большая жёлтая звезда, по дуге от которой спускаются вниз по две меньших звезды с каждой стороны. |

## Военные флаги
| Флаг | Продолжительность | Использование                                                               | Описание |
| ---- | ----------------- | --------------------------------------------------------------------------- | --- |
|      | 1862 — 1890       | Флаг ВМФ Империи Цин                                                        | Он же флаг государства |
|      | 1890 — 1912       | Флаг Бэйянского флота                                                       | Он же флаг государства |
|      | 1932 — 1945       | Флаг Маньчжурской императорской армии и императорского флота Маньчжоу-го    | Красная, синяя, белая, черная полосы выше желтого поля                                                                                                  |
|      | 1949 —            | Флаг Вооружённых сил КНР                                                    | Красное поле, в левом верхнем углу жёлтая звезда, правее которой китайские цифры «8» и «1», в честь даты создания вооружённых сил(1 августа 1927)       |
|      | 1927              | Флаг Сухопутных войск Китая                                                 | Флаг вооружённых сил КНР с зелёной полосой в нижней части.                                                                                              |
|      | 1992 -            | Гюйс ВМС КНР                                                                | Флаг вооружённых сил КНР с тремя синими и двумя белыми горизонтальными полосами в нижней части, символизирующими море                                   |
|      | 1949 -            | Флаг ВВС КНР                                                                | Флаг вооружённых сил КНР с синей полосой в нижней части.                                                                                                |
|      | 1928 -            | Флаг Национально-революционной армии (вооружённых сил Китайской республики) | Прямоугольный герб Китайской Республики в окружении красного поля.                                                                                      |
|      | 1927 —            | Гюйс (в 1912—1927 — флаг адмирала) ВМФ Китайской республики                 | Он же флаг Гоминьдана (в 1895—1924 гг — флаг Союза возрождения Китая, затем Объединённой партии, с 1924 г — Национальной партии — Гоминьдан) (см. ниже) |
|      | 1920 —            | Флаг ВВС Китайской республики                                               | В центре крылатый герб Китайской республики на фоне двух колосьев злака, образующих окружность с цветком наверху; всё это на синем поле.                |

## Негосударственные флаги
| Флаг | Продолжительность  | Использование                                 | Описание                                                         |
| ---- | ------------------ | --------------------------------------------- | ---------------------------------------------------------------- |
|      | 1924 — наст. время | Флаг Гоминьдана.                              | 12-лучевое белое солнце на синем фоне.                           |
|      | 1986 — наст. время | Флаг Демократической прогрессивной партии.    | Зелёные фон и силуэт Тайваня на белом кресте.                    |
|      | 1996 — наст. время | Флаг Коммунистической партии Китая            | Жёлтые серп и молот в левом верхнем углу на красном поле.        |
|      | 1979 — наст. время | Олимпийский флаг Китайского Тайбэя.           | Комбинация символов Китайской республики и олимпийского движения |
|      |                    | Штандарт президента Китайской республики      |                                                                  |
|      |                    | Штандарт вице-президента Китайской республики |                                                                  |